# Parco eolico di Tocco da Casauria
Il parco eolico di Tocco da Casauria è un impianto di produzione di energia eolica situato nel territorio comunale di Tocco da Casauria in provincia di Pescara.

## Storia

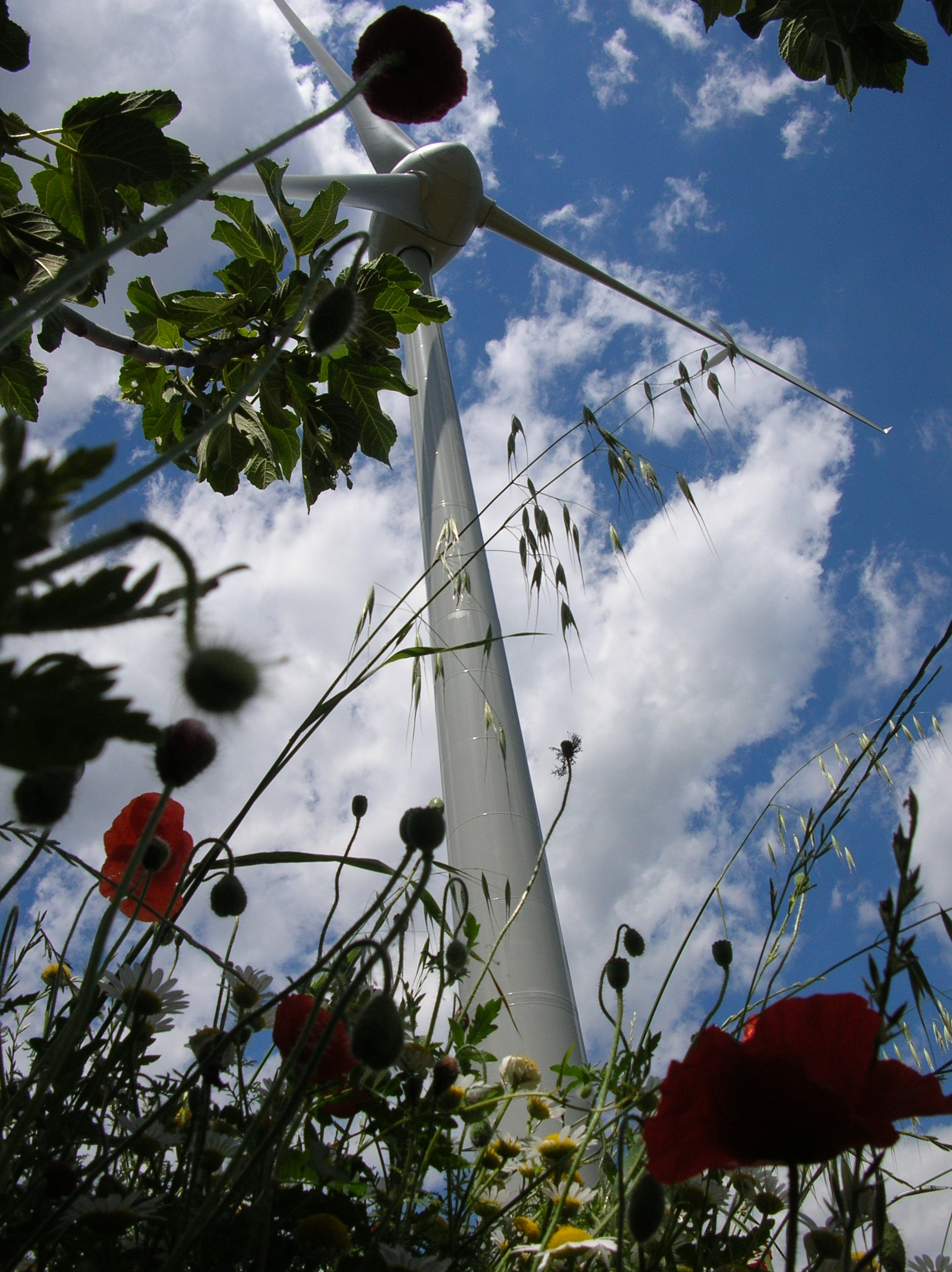
Aerogeneratore tra gli ulivi

L'impianto è stato realizzato inizialmente nel 1992 con 2 aerogeneratori da 200 kW; è stato poi rinnovato nel 2006 con due macchine da 800 kW e successivamente ampliato nel 2009 con altre due macchine analoghe, con una potenza complessiva di 3,2 MW. Nel 2018 è stato aggiunto un quinto aerogeneratore di potenza analoga ai precedenti, portando quindi la potenza complessiva a 4 MW.
Nella progettazione del parco eolico è stato particolarmente curato l'impatto ambientale, ricostituendo gli uliveti preesistenti nella zona al termine della sua realizzazione.